# مرکز تجارت جهانی گوانگ‌ژو
مرکز تجارت جهانی گوانگ‌ژو، (به چینی: 广州国际金融中心) آسمان‌خراش ۱۰۳ طبقه به ارتفاع ۴۳۸ متر، با کاربری هتل-اداری-تجاری است، که در شهر گوانگ‌ژو، گوانگ‌دونگ، چین مستقر می‌باشد. پروژه ساخت این ساختمان در سال ۲۰۰۵ آغاز شد و در سال ۲۰۱۰ تکمیل و افتتاح گردید.